# Derek Ibbotson
George Derek Ibbotson (ur. 17 czerwca 1932 w Huddersfield, zm. 23 lutego 2017 w Lupset, Wakefield) – brytyjski lekkoatleta (średnio- i długodystansowiec), medalista olimpijski z 1956 i rekordzista świata.
Jako junior zwyciężał w mistrzostwach Yorkshire w latach 1948–1951. Po odbyciu służby wojskowej w RAF stał się jednym z czołowych brytyjskich lekkoatletów biegających na średnich i długich dystansach, obok takich zawodników, jak Roger Bannister, Gordon Pirie i Chris Chataway.
Zdobył brązowy medal w biegu na 5000 metrów na igrzyskach olimpijskich w 1956 w Melbourne za Wołodymyrem Kucem ze Związku Radzieckiego i Gordonem Pirie.
15 czerwca 1957, na kilka godzin przed występem w biegu na milę w Glasgow, dowiedział się od żony o narodzinach ich pierwszego dziecka – córki (której nadano imię Christine). Lekkoatleta powiedział żonie, że ustanowi rekord świata by uczcić tę okazję. Ibbotson zwyciężył w biegu, czas jaki uzyskał (3:58,4) był nowym rekordem Europy i wówczas 2. wynikiem w historii światowej lekkoatletyki.
19 lipca 1957 na White City Stadium w Londynie Ibbotson ustanowił rekord świata w biegu na milę czasem 3:57,2, poprawiając wynik Johna Landy’ego z 1954 o 0,8 sekundy. Jednocześnie poprawił rekord Wielkiej Brytanii w biegu na 1500 metrów wynikiem 3:41,9. 27 września 1958 na tym samym stadionie był członkiem sztafety, która ustanowiła rekord świata w biegu 4 × 1 mila (biegli w niej również: Mike Blagrove, Peter Clark i Brian Hewson).
Na Igrzyskach Imperium Brytyjskiego i Wspólnoty Brytyjskiej w 1958 w Cardiff zajął 10. miejsce w biegu na 3 mile, a na Igrzyskach Imperium Brytyjskiego i Wspólnoty Brytyjskiej w 1962 w Perth był na tym dystansie ósmy.
Reprezentant kraju w meczach międzypaństwowych.
Był mistrzem Wielkiej Brytanii (AAA) w biegu na 3 mile w 1956 i 1957 oraz halowym mistrzem w biegu na 2 mile w 1962 i 1965.
Rekordy życiowe Ibbotsona:
| Konkurencja         | Data i miejsce               | Wynik   |
| ------------------- | ---------------------------- | ------- |
| bieg na 880 jardów  | 1958                         | 1:52,2  |
| bieg na 1500 metrów | 19 lipca 1957, Londyn        | 3:41,9+ |
| bieg na milę        | 19 lipca 1957, Londyn        | 3:57,2  |
| bieg na 2000 metrów | 1955                         | 5:12,8  |
| bieg na 3000 metrów | 1959                         | 8:00,0  |
| bieg na 2 mile      | 1957                         | 8:41,2  |
| bieg na 3 mile      | 1957                         | 13:20,8 |
| bieg na 5000 metrów | 28 listopada 1956, Melbourne | 13:54,4 |
| bieg na 6 mil       | 1955                         | 28:52,0 |

W 2008 Ibbotson otrzymał Order Imperium Brytyjskiego V klasy (MBE).